# Mistrzostwa Ukrainy w piłce nożnej (1998/1999)
Mistrzostwa Ukrainy w piłce nożnej – sezon 1998/1999 – VIII Mistrzostwa Ukrainy, rozgrywane systemem jesień – wiosna, w których 16 zespołów Wyszczej Lihi walczyli o tytuł Mistrza Ukrainy. Persza Liha składała się z 20 zespołów. Druha Liha w grupie A liczyła 15 zespołów, w grupie B – 16 zespołów, a w grupie W – 14 zespołów.
- Mistrz Ukrainy: Dynamo Kijów
- Wicemistrz Ukrainy: Szachtar Donieck
- Zdobywca Pucharu Ukrainy: Dynamo Kijów
- start w eliminacjach Ligi Mistrzów: Dynamo Kijów
- start w Pucharze UEFA: Szachtar Donieck, Krywbas Krzywy Róg, Karpaty Lwów
- awans do Wyszczej Lihi: Czornomoreć Odessa
- spadek z Wyszczej Lihi: SK Mikołajów
- awans do Pierwszej Lihi: Zakarpattia Użhorod, SK Odessa, Obołoń-PPO Kijów
- spadek z Pierwszej Lihi: Podillia Chmielnicki, Kremiń Krzemieńczuk, Bukowyna Czerniowce, Desna Czernihów, Szachtar Makiejewka
- awans do Druhiej Lihi: Dynamo Lwów, Arsenał Charków, Adoms Krzemieńczuk, Prykarpattia-2 Iwano-Frankowsk, Nywa Winnica, Maszynobudiwnyk Drużkiwka, Obołoń-PPO-2 Kijów
- spadek z Druhiej Lihi: Krystał Czortków, Haraj Żółkiew, Fortuna Szarogród, Dynamo-SKA Odessa, Łokomotyw Smiła, Nywa Berszad, Metałurh Nowomoskowsk, Szachtar Stachanow, WPS Kramatorsk

- Premier-liha (1998/1999)
- II liga ukraińska w piłce nożnej (1998/1999)
- III liga ukraińska w piłce nożnej (1998/1999)